# Puccinia lepturi
Puccinia lepturi ist eine Ständerpilzart aus der Ordnung der Rostpilze (Pucciniales). Der Pilz ist ein Endoparasit des Süßgrases Lepturus repens. Symptome des Befalls durch die Art sind Rostflecken und Pusteln auf den Blattoberflächen der Wirtspflanzen. 

## Merkmale

### Makroskopische Merkmale
Puccinia lepturi ist mit bloßem Auge nur anhand der auf der Oberfläche des Wirtes hervortretenden Sporenlager zu erkennen. Sie wachsen in Nestern, die als gelbliche bis braune Flecken und Pusteln auf den Blattoberflächen erscheinen.

### Mikroskopische Merkmale
Das Myzel von Puccinia lepturi wächst wie bei allen Puccinia-Arten interzellulär und bildet Saugfäden, die in das Speichergewebe des Wirtes wachsen. Aecien oder Spermogonien der Art sind nicht bekannt. Die zimtbraunen Uredien des Pilzes wachsen beidseitig auf den Wirtsblättern. Ihre hell zimtbraunen Uredosporen sind 23–28 × 19–23 µm groß, breit eiförmig und fein stachelwarzig. Die beidseitig wachsenden Telien der Art sind schwarzbraun und früh offenliegend. Die haselnussbraunen Teliosporen sind zweizellig, in der Regel breitellipsoid und 24–28 × 22–24 µm groß. Ihre Stiele sind gelblich bis farblos und bis zu 80 µm lang.

## Verbreitung
Das Cummins bekannte Verbreitungsgebiet von Puccinia lepturi umfasste lediglich die Ryūkyū-Inseln, die Art ist aber auch von den Cook-Inseln, Tuvalu, Kiribati, Nauru, Salomon-Inseln und Amerikanisch-Samoa bekannt.

## Ökologie
Die Wirtspflanze von Puccinia lepturi ist Lepturus repens. Der Pilz ernährt sich von den im Speichergewebe der Pflanzen vorhandenen Nährstoffen, seine Sporenlager brechen später durch die Blattoberfläche und setzen Sporen frei. Die Art verfügt über einen Entwicklungszyklus, von dem bislang lediglich Telien und Uredien sowie deren Wirt bekannt sind; Spermogonien und Aecien konnten dem Pilz nicht zugeordnet werden.